# Râul Breaza, Geamărtălui
Râul Breaza este un curs de apă, afluent al râului Geamărtălui. 